# Скретч

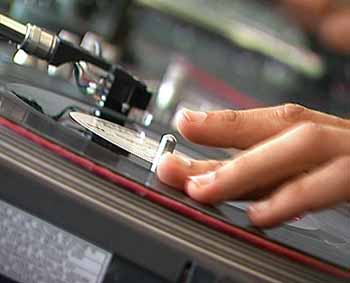
Скретчінг

Скретч (англ. scratch — дряпати) — звуковий ефект, що отримується ручним протягуванням звукової доріжки (взад-вперед, або назад або вперед), записаної на вінілову грамплатівку або магнітну стрічку, під час відтворення на програвачі або котушковому (бобінному) магнітофоні. Є однією з базових технік діджеїнгу (DJ-інгу). Так само цей ефект виходить і у віртуальних системах діджеїнгу (CJ-інгу). Це створює характерний звук, який став однією з найбільш впізнаваних рис хіп-хоп музики. З часом у разі надмірного дряпання з'являється ефект, що називається «вигорянням репліки» або «вигоранням запису».
Винахідником скретчу вважаються діджеї Grand Wizzard Theodore, Afrika Bambaataa та DJ Kool Herc.
Спочатку був лише побічним ефектом при отриманні лупів вручну, проте дуже швидко став особливістю та окремим прийомом.
Крім того, так називається звуковий ефект при грі на гітарі, що отримується при ковзанні по обмотці струн пальців руки, що притискає струни до ладів (може виконуватися також і рухом по обмотці струни ребром плектра — «медіаторний скретч»).